# USS Groton (SSN-694)
Pour les autres navires du même nom, voir USS Groton.
L’USS Groton (SSN-694), sous-marin nucléaire d’attaque de classe Los Angeles, est le troisième navire de l’United States Navy à porter le nom de la ville de Groton, dans l’état du Connecticut, ville accueillant à la fois une base de sous-marins et un chantier de construction de sous-marins détenu par Electric Boat Corporation, une filiale de General Dynamics.

## Histoire
Le bâtiment fut commandé le 31 janvier 1971. Sa quille fut posée le 3 août 1973 avant son lancement le 9 octobre 1976 et sa mise en service deux ans plus tard, le 8 juillet 1978 sous le commandement du commander R. William Vogel. Ses essais eurent lieu à partir du 3 avril 1978. Son coût fut d'environ 900 millions de dollars.
Le Groton prit part à un déploiement dans l’océan Indien en 1980. Lors de son voyage de retour, afin d’atteindre son port d’attache à Groton, il passa par le canal de Panama. Il compléta son premier tour du monde en octobre 1980.
Le sous-marin fut retiré du service et rayé des registres de la marine le 7 novembre 1997, après un peu plus de 19 ans de service. Il est prévu que l’USS Groton entame le programme de recyclage des sous-marins nucléaires basé à Bremerton, dans l’état de Washington.